# Громади Белграда

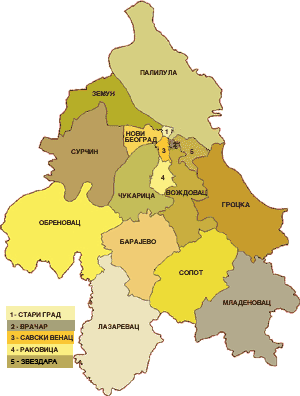
Громади Белграда

Белград має статус окремої територіальної одиниці в Сербії. Територія міського округу поділена на 17 громад (серб. општина). У кожній з них є органи місцевого самоврядування: голова громади, управа, скупщина громади, віче громади. У скупщині може бути від 19 до 75 депутатів. Вони, своєю чергою, обирають членів віче громади. Скупщина громади, згідно із законом, розпоряджається місцевим бюджетом, може організовувати локальні спільноти, висловлює думку про плани розвитку громади й міста, розпоряджається виділеною під будівництво землею, забезпечує юридичний захист жителів тощо.
У рамках місцевого самоврядування громада виконує такі функції:
- організовує діяльність громади, схвалює проєкт бюджету;
- утворює місцеві співтовариства, фінансує їх і допомагає їм у вирішенні поточних завдань;
- висловлює думку щодо урбаністичних планів;
- виділяє землю під будівництво;
- визначає перелік будівель і об'єктів для реконструкції;
- розвиває сферу послуг і туризм
- забезпечує юридичний захист громадян тощо.

Крім того, громади Бараєво, Гроцька, Лазареваць, Младеноваць, Обреноваць, Сопот і Сурчин також зобов'язані контролювати стан місцевих доріг і вулиць, а також забезпечувати діяльність і розвиток сфери комунальних послуг.
Дані про чисельність населення громад вказані згідно з переписом, проведеним у Сербії 2011 року. Жирним шрифтом виділені адміністративні центри громад. Громади Новий Белград і Савський Венаць не мають у своєму складі населених пунктів, будучи повністю розташованими в межах Белграда.

## Список громад
| Назва                              | Площа      | Населення | Населені пункти/райони в складі громади | Герб | Світлини | На карті округу Белград |
| ---------------------------------- | ---------- | --------- | --- | ---- | -------- | ----------------------- |
| Бараєво серб. Барајево             | 213 км²    | 27 110    | Арнаєво, Бараєво, Бачеваць, Бельїна, Бождареваць, Великий Борак, Вранич, Гунцаті, Лисович, Манич, Меляк, Рожанці, Шиляковаць |      |          |                         |
| Вождоваць серб. Вождовац           | 148 км²    | 158 213   | Белі-Поток, Вождоваць, Зуце, Пиносава, Рипань |      |          |                         |
| Врачар серб. Врачар                | 3 км²      | 56 333    | Врачар |      |          |                         |
| Гроцька серб. Гроцка               | 289 км²    | 83 907    | Бегаліця, Болеч, Брестовик, Винча, Врчин, Гроцька, Дражань, Живковаць, Заклопача, Калуджериця, Камендол, Лештане, Пударці, Ритопек, Умчарі |      |          |                         |
| Звездара серб. Звездара            | 32 км²     | 151 808   | Звездара |      |          |                         |
| Земун серб. Земун                  | 150 км²    | 168 170   | Земун, Угриновці |      |          |                         |
| Лазареваць серб. Лазаревац         | 384 км²    | 58 622    | Араповаць, Барзиловиця, Барошеваць, Бистриця, Брайковаць, Бурово, Великі Црлєні, Врбовно, Вреоці, Дрен, Дудовиця, Жупаняць, Зеоке, Крушевиця, Лазареваць, Лесковаць, Лукавиця, Малі-Црлєні, Медошеваць, Миросальці, Петка, Пркосава, Рудовці, Сакуля, Соколово, Степоєваць, Стрмово, Стубиця, Трбушниця, Цветоваць, Чибутковиця, Шопич, Шушняр, Юнковаць |      |          |                         |
| Младеноваць серб. Младеновац       | 338 км²    | 53 906    | Америч, Белуче, Белєваць, Велика Іванча, Велика-Крсна, Влашка, Границе, Дубона, Ковачеваць, Корачиця, Мала Врбиця, Марковаць, Меджулужє, Младеноваць, Младеноваць (село), Пружатоваць, Раброваць, Райковаць, Сеная, Црквине, Шепшин, Ягніло |      |          |                         |
| Новий Белград серб. Нови Београд   | 41 км²     | 214 506   | Не має населених пунктів у своєму складі |      |          |                         |
| Обреноваць серб. Обреновац         | 409,96 км² | 72 524    | Балєваць, Барич, Бело-Полє, Бргулице, Брович, Вукичевиця, Грабоваць, Дражеваць, Дрен, Забрежє, Звечка, Конатице, Кртинска, Любинич, Мала Моштаниця, Мислоджин, Обреноваць, Орашаць, Пироман, Поляне, Ратарі, Рваті, Скела, Стублине, Трстениця, Уровці, Ушче, Ясенак                                                                                     |      |          |                         |
| Палилула серб. Палилула            | 451 км²    | 173 521   | Борча, Велико-Село, Дунаваць, Ковилово, Овча, Падинська Скела, Палилула, Сланці |      |          |                         |
| Раковиця серб. Раковица            | 31 км²     | 108 641   | Раковиця, Ресник |      |          |                         |
| Савський Венаць серб. Савски Венац | 15,8 км²   | 39 122    | Не має населених пунктів у своєму складі |      |          |                         |
| Сопот серб. Сопот                  | 271 км²    | 20 367    | Бабе, Губереваць, Дрлупа, Дучина, Джуринці, Мала Іванча, Малий Пожареваць, Неменикуче, Парцані, Попович, Раля, Рогача, Ропочево, Сибниця, Слатина, Сопот, Стойник |      |          |                         |
| Старий Град серб. Стари Град       | 5 км²      | 48 450    | Старий Град |      |          |                         |
| Сурчин серб. Сурчин                | 288 км²    | 43 819    | Бечмен, Болєвці, Добановці, Петровчич, Прогар, Сурчин, Яково |      |          |                         |
| Чукариця серб. Чукарица            | 156 км²    | 181 231   | Велика Моштаниця, Остружниця, Печані, Руцька, Рушань, Сремчиця, Умка, Чукариця |      |          |                         |